# Daniel Murphy (acteur)
Pour les articles homonymes, voir Daniel Murphy (homonymie).
Daniel Murphy (ou Michael Daniel Murphy) est un acteur, chanteur et danseur canadien, né le 17 février 1978 à Saint-Eustache au Québec. 

## Biographie
Daniel Murphy a grandi dans les environs de Toronto, dans un milieu bilingue anglais français. Après avoir complété un programme d'études en comédie musicale au Sheridan College en Ontario, il décroche en 1999 ses premiers rôles dans différentes pièces au Festival de Stratford dans les productions West Side Story et Dracula. L'année suivante, il incarne le rôle de Gilbert Blythe dans Anne of Green Gables (Anne… la maison aux pignons verts) au Festival de Charlottetown.  Il fait ensuite partie de la première distribution francophone de la comédie musicale Chicago avec Véronic DiCaire, qui sera jouée à la Place des Arts de Montréal ainsi qu'au Casino de Paris. Il participe aussi à la production The Shape of Things de Neil Labute en jouant le rôle d'Adam, puis il joue Benny dans Les Mensonges que mon père me contait (titre original : Lies My Father Told Me)  aux côtés du légendaire Theodore Bikel au Centre Segal des arts de la scène. En 2015, il joue dans la première mondiale de la comédie musicale mise en scène par Austin Pendleton L'Apprentissage de Duddy Kravitz (titre original : The Apprenticeship of Duddy Kravitz) au Centre Segal, sur une musique composée par Alan Menken. 
Avec la metteuse en scène Denise Filiatrault il a participé aux productions de My Fair Lady, Sweet Charity, Un violon sur le toit ainsi que Chantons sous la pluie où il a incarné le rôle de Don Lockwood (tenu à l'écran par Gene Kelly).  
À la télévision, Daniel Murphy a joué sur les ondes de la CBC dans Sophie (2008), dans 18 to Life (2011) aux côtés de Stacey Farber.  Il est la partenaire de Laurence Leboeuf dans plusieurs épisodes de Durham County. En 2006, il joue dans Naked Josh. À partir de 2013, il joue dans la série Mémoires vives diffusée sur ICI Radio-Canada Télé. 
Au cinéma, il donne la réplique à Katie Holmes dans le film Abandon (2002) du cinéaste Stephen Gaghan et partage une scène avec William Hurt et Catherine Deneuve dans Au plus près du paradis (2002). Il tourne avec Charlize Theron dans Nous étions libres (2004). En 2020, il joue dans la comédie Toutes les deux  de Noël Mitrani.
Sous le nom de Michael Daniel Murphy, il est aussi un auteur-compositeur-interprète. Il a grandi dans une famille de musiciens, entre une mère chantant des airs populaires et un père crooner. À l'âge de 5 ans, sa mère lui achète un piano dans une vente de garage et le jeune artiste explore l'instrument par lui-même en pianotant à l'oreille. À 13 ans, il chante avec son frère dans un groupe de rock. Les années suivantes, il se produit dans de nombreux concerts de musique classique et entreprend en Europe une tournée avec la chorale dont il fait partie. Après cette expérience exhaltante, il commence à écrire ses propres compositions.
En 2012, il sort son premier album solo Unmade Bed. Ben Wilkins a participé à l'enregistrement de l'album en s'occupant des arrangements des cuivres et des cordes sur certaines des chansons. Quelques pièces ont été jouées à la guitare par Michel Pépin qui a aussi ouvert les portes de son Studio Frisson, dans lequel ont enregistré plusieurs artistes tels que Stevie Nicks, Emmylou Harris, Rufus Wainwright, Martha Wainwright, Jean Leloup ou Arcade Fire. 
En 2017, l’auteur-compositeur-interprète lance le mini-album Pour toi, composé en français et réalisé par Antoine Gratton. Celui-ci propose des  chansons à l’image de son créateur, des paroles optimistes, un son réconfortant. Le single "Be Sunny", extrait de cet album, connaît le succès sur les ondes radio de la province de Québec depuis l'été 2017. 

## Carrière

### Cinéma
- 2002 : Abandon de Stephen Gaghan
- 2002 : Au plus près du paradis de Tonie Marshall
- 2004 : Nous étions libres (Head in the Clouds) de John Duigan
- 2012 : My Name Is Sandy de Marco Iammatteo
- 2014 : The Last Druid: Garm Wars de Mamoru Oshii

Prochainement
- 2021 : Rivière de Frédéric Gilles
- 2021 : Toutes les deux de Noël Mitrani

### Télévision
- 2001: Hysteria: The Def Leppard Story : L'ingénieur
- 2003 : The Reagans : Un danseur
- 2003-2004 : Les Mythes urbains : Paul
- 2004-2006 : Les Leçons de Josh : Christian / Chrisitian
- 2007 : Durham County (série télévisée) : Dean Bolsch
- 2009 - 2014  : The Listener : Hunter Ford
- 2010-2011 : 18 to Life : Jeff
- 2013 - 2016 : Mémoires vives : Brandon
- 2019 : The Ninth : Elias 'Eclair' LeClair
- 2020 : La Maison-Bleue : Conseiller du premier ministre canadien
- 2022 : Three Pines : Marc

### Courts-métrages
- 2009 : Sucker Punch
- 2017 : Imaginary Love
- 2019 : Sex change and Everything

### Théâtre
- West Side Story (1999), Festival de Stratford : A-Rab
- Dracula (1999), Festival de Stratford : Jack Seward
- Anne of Green Gables (Anne… la maison aux pignons verts) (2000), Festival de Charlottetown : Gilbert Blythe
- Chicago (2003), Place des Arts et Casino de Paris : Bailiff / Greffier
- My Fair Lady (2005)
- Sweet Charity (2008)
- Un violon sur le toit (2009), Théâtre du Rideau vert
- Les Mensonges que mon père me contait (titre original : Lies My Father Told Me) (2010), Centre Segal des arts de la scène : Benny
- Chantons sous la pluie (2012) : Don Lockwood
- L'Apprentissage de Duddy Kravitz (titre original : The Apprenticeship of Duddy Kravitz) (2015), Centre Segal

## Discographie
- Unmade Bed (2012)
- Pour toi (2017)